# Karl-Heinz Rummenigge
Karl-Heinz Rummenigge (Lippstadt, 25 settembre 1955) è un dirigente sportivo ed ex calciatore tedesco, di ruolo attaccante, attuale membro del consiglio direttivo del Bayern Monaco. Con la Germania Ovest è stato campione d'Europa nel 1980 e vicecampione del mondo nel 1982 e nel 1986.
Soprannominato Kalle, è considerato uno dei più forti attaccanti della storia del calcio nonché come il migliore in assoluto durante la prima metà degli anni 1980. Occupa la 35ª posizione sia nella speciale classifica dei migliori calciatori del XX secolo pubblicata dalla rivista World Soccer che nell'omonima classifica stilata dall'IFFHS. Nel marzo del 2004, Pelé lo ha anche inserito nella FIFA 100, la lista dei 125 migliori calciatori viventi, redatta in occasione del Centenario della FIFA. Vincitore del Pallone d'oro per due anni di seguito (1980 e 1981), è stato inserito in totale per otto anni di fila tra i candidati alla vittoria del premio arrivando a raggiungere anche la seconda posizione nel 1979. Nel 2022 è stato inoltre inserito nella Hall of Fame del calcio italiano.
Ha legato il suo nome a quello del Bayern Monaco, nel quale ha militato dal 1974 al 1984. Con la maglia dei bavaresi ha collezionato in totale 422 presenze e 217 reti, vincendo due campionati tedeschi, due Coppe nazionali, due Coppe dei Campioni e una Coppa Intercontinentale. Nel 1984 viene acquistato dall'Inter, dove rimane fino al 1987, periodo in cui viene, per assonanza con il nome e doti sportive, soprannominato Il Kaiser ("imperatore" in tedesco). Ha chiuso la carriera nel 1989 tra le file del Servette. A livello individuale è stato inoltre per tre volte capocannoniere della Bundesliga e per una volta della Coppa dei Campioni.
Convocato in nazionale dal 1975 al 1986, ha partecipato a tre edizioni del campionato mondiale (Argentina 1978, Spagna 1982 e Messico 1986) e a due del campionato europeo (Italia 1980 e Francia 1984), vincendo l'Europeo 1980. In nazionale ha giocato complessivamente 95 partite, segnando 45 reti.
Dopo il ritiro dall'attività agonistica, è tornato al Bayern Monaco per intraprendere la carriera dirigenziale dapprima in veste di vicepresidente (dal 1991 al 2002) e in seguito in quella di amministratore delegato (fino al 2021). È stato presidente dell'associazione dei club europei (ECA) dal 2008 al 2017 per poi diventarne il presidente onorario.

## Caratteristiche tecniche
(Lothar Matthäus)
Era dotato di grande potenza fisica e abilità nel gioco aereo. Capace di tirare con entrambi i piedi, nel corso della sua carriera si è inoltre distinto per correttezza e sportività.

## Carriera

### Giocatore

#### Club

Rummenigge festeggiato dai compagni nell'Inter Sabato (a sinistra) e Baresi (a destra).

A 8 anni entrò nella scuola calcio della squadra della sua città natale, il Borussia Lippstadt, dove percorse tutta la trafila, dalle giovanili fino alle soglie della prima squadra.
Nel 1974 passò quindi al Bayern Monaco, dove militavano Sepp Maier, Franz Beckenbauer e Gerd Müller, venendo utilizzato come trequartista. Esordì in Bundesliga il 24 agosto 1974 nella sconfitta per 6-0 subita contro il Kickers Offenbach; segnò invece il primo gol in campionato alla quarta giornata, nella vittoria per 6-3 contro il Colonia, e giocò anche quattro gare della Coppa dei Campioni 1974-1975. Rimase però in panchina nella finale, poi vinta contro il Leeds Utd, mentre venne schierato in quella dell'anno successivo, vinta per 1-0 contro i francesi del Saint-Étienne. Alla fine del 1976 arrivò anche la vittoria nella Coppa Intercontinentale, dopo la doppia sfida contro i campioni del Sud America del Cruzeiro.
Nel 1979 il nuovo tecnico Pál Csernai lo avanzò al ruolo di centravanti: la squadra, trascinata dallo stesso Rummenigge e da Paul Breitner, tornò a vincere il titolo nel 1980, e si ripeté l'anno successivo. Rummenigge fu capocannoniere in campionato in entrambe le occasioni, e vinse pure il Pallone d'oro 1980 e 1981. Fu anche il miglior marcatore della Coppa dei Campioni 1980-1981 con 6 gol, mentre la squadra raggiunse nuovamente la finale l'anno successivo: in quell'occasione venne tuttavia sconfitta dall'Aston Villa per 1-0.
Negli anni successivi il Bayern conquistò anche la DFB-Pokal in due occasioni: nel 1982 e nel 1984, anno in cui risultò per la terza volta capocannoniere in campionato; a livello personale ricevette anche il premio di Calciatore tedesco dell'anno nel 1980. Nella sua decennale militanza al Bayern Monaco mise a segno 217 gol in 422 partite.
Nell'estate 1984 fu acquistato dall'Inter per circa 8,5 miliardi di lire, andando a comporre un tandem d'attacco ben assortito con Alessandro Altobelli; il presidente del club Ernesto Pellegrini ne aveva annunciato l'acquisto già in primavera.
Esordì in maglia nerazzurra il 22 agosto, con un gol alla SPAL in Coppa Italia. Il 23 settembre debuttò in Serie A, nella partita vinta 2-1 contro l'Avellino; il 3 ottobre, in Coppa UEFA, segnò invece il 2-0 contro lo Sportul Studențesc grazie al quale i nerazzurri ribaltarono il punteggio dell'andata (1-0) qualificandosi per il turno seguente; qui, nell'andata giocata a Milano contro i Rangers, rimase celebre anche una sua rete capolavoro, che venne però annullata. Il primo gol nel campionato italiano arrivò l'11 novembre, nel derby d'Italia con la Juventus che i lombardi vinsero 4-0, e andò a segno anche nel derby col Milan; in campo continentale, nel ritorno dei quarti di finale contro il Colonia contribuì con una doppietta al 3-1 e alla qualificazione in semifinale, in cui l'Inter verrà sconfitta dal Real Madrid. Lo stesso traguardo venne raggiunto nella Coppa Italia, dove la squadra fu eliminata dai cugini rossoneri, a cui Kalle segnò comunque un gol nella gara d'andata. Nella prima stagione segnò 8 gol in campionato, 13 nella seconda, dove si classificò secondo nella classifica marcatori in campionato, dietro solo a Roberto Pruzzo con 19 gol; realizzò anche altri 3 gol nella Coppa UEFA, nella quale la squadra meneghina venne nuovamente sconfitta dalle Merengues in semifinale. L'annata successiva, tuttavia, fu caratterizzata da numerosi problemi fisici, e Rummenigge non andò oltre i 3 gol in campionato e 1 in Coppa UEFA, chiudendo anticipatamente la stagione dopo un infortunio patito contro il Brescia il 1º febbraio 1987.
Questa fu l'ultima presenza con i nerazzurri, poiché a settembre venne ceduto al Servette, con cui vinse il titolo di miglior marcatore del campionato elvetico nella Lega Nazionale A 1988-1989, terminando la carriera subito dopo.

#### Nazionale

Rummenigge in azione contro i durante il.

Esordì in nazionale il 6 ottobre 1976 nella vittoria per 2-0 contro il Galles, per poi figurare tra i ventidue convocati per Argentina 1978: qui giocò tutte le sei gare, segnando una doppietta all'esordio col Messico e un gol nell'ultima partita, la spettacolare gara contro l'Austria che tuttavia sancì di fatto l'eliminazione della Germania Ovest. Vinto il titolo europeo nel 1980, partecipò anche a Spagna 1982: mise a segno il gol tedesco nella sconfitta contro l'Algeria e una tripletta contro il Cile. Segnò nuovamente nella semifinale contro la Francia: entrò in campo nei tempi supplementari sul risultato di 3-1 per gli avversari, e segnò il 3-2. La partita venne poi vinta dai tedeschi ai calci di rigore, ma nella finale contro l'Italia, frenato da acciacchi fisici e ben marcato dal diciottenne Bergomi, non riuscì a incidere, e la sua squadra perse 3-1.
Conquistò la medaglia d'argento anche a Messico 1986, dove segnò una sola rete, nella finale contro l'Argentina: al momento i sudamericani erano in vantaggio per 2-0, e alla fine vinsero per 3-2.
Questo fu anche l'ultimo incontro giocato con la Nazionale: Rummenigge chiuse con 95 presenze e 45 gol.

### Dirigente sportivo
Dopo il ritiro dall'attività agonistica, Rummenigge lavorò dal 1990 al 1994 per l'ARD, il primo canale TV tedesco, come commentatore degli incontri della nazionale. Il 25 novembre 1991 lui e Franz Beckenbauer furono invitati dalla dirigenza del Bayern Monaco ad assumere la carica di vicepresidenti del club.
Quando Beckenbauer divenne presidente, Rummenigge rimase vicepresidente unico, rimanendo in carica fino al 14 febbraio 2002, quando fu istituita la nuova divisione calcio del club, della quale divenne amministratore delegato. Il suo compito fu quello di responsabile stampa e pubbliche relazioni, dei rapporti con gli altri club e di rappresentanza in seno alle istituzioni calcistiche nazionali e internazionali; tra le altre cariche svolte c'è anche quella di presidente dell'ECA, l'European Club Association.
L'8 settembre 2015 è stato eletto, insieme ad Andrea Agnelli, membro del comitato esecutivo del UEFA.
Nel 2017 Agnelli lo sostituisce alla presidenza dell'ECA, ma vi resta come presidente onorario. Il 20 aprile 2021, in seguito alle dimissioni dello stesso Agnelli da presidente dell'ECA per via del progetto di una Superlega calcistica europea, viene indicato per prenderne il posto nel comitato esecutivo della UEFA fino al 2025.
Il 1º giugno dello stesso anno Rummenigge anticipa di sei mesi il suo addio al Bayern Monaco dopo quasi 20 anni, lasciando il posto all’ex portiere Oliver Kahn. In tutto da dirigente ha vinto due treble, 14 campionati e 10 coppe di Germania, e il giro di affari è passato da 176 a 679 milioni di euro. Rientra nel consiglio di sorveglianza dei bavaresi il 29 maggio 2023 al posto del licenziato Kahn.
Dopo la débâcle della nazionale tedesca al campionato del mondo 2022, il 13 dicembre 2022 entrò a far parte, con Rudi Völler, Oliver Kahn, Matthias Sammer e Oliver Mintzlaff, del pool istituito dalla federazione calcistica tedesca (DFB) onde seguire il processo di ricostruzione della squadra.

## Curiosità e vita privata
Nell'aprile 1983, il duo pop britannico Alan & Denise registrò una canzone tributo intitolata Rummenigge. Il singolo raggiunse il numero 43 nelle classifiche tedesche.
Nel marzo 2004 è stato nominato da Pelé come uno dei 125 migliori calciatori viventi.
Ha due fratelli anch'essi attivi nel calcio, Wolfgang e Michael. Michael ha militato come attaccante rispettivamente nel Bayern Monaco e nel Borussia Dortmund dal 1982 al 1988 e dal 1988 al 1994 oltre a rappresentare la Germania in due occasioni tra il 1983 e il 1986.
Rummenigge e sua moglie Martina hanno cinque figli (tre maschi e due femmine) nati tra il 1980 e il 1991.
Rummenigge sostiene la fine della regola 50+1.

## Statistiche
Tra club e nazionale maggiore, Rummenigge ha giocato 688 partite segnando 363 reti, alla media di 0,52 gol a partita.

### Presenze e reti nei club
| Stagione             | Squadra              | Campionato           | Campionato | Campionato | Coppe nazionali | Coppe nazionali | Coppe nazionali | Coppe continentali | Coppe continentali | Coppe continentali | Altre coppe | Altre coppe | Altre coppe | Totale | Totale |
| Stagione             | Squadra              | Comp                 | Pres       | Reti       | Comp            | Pres            | Reti            | Comp               | Pres               | Reti               | Comp        | Pres        | Reti        | Pres   | Reti   |
| -------------------- | -------------------- | -------------------- | ---------- | ---------- | --------------- | --------------- | --------------- | ------------------ | ------------------ | ------------------ | ----------- | ----------- | ----------- | ------ | ------ |
| 1974-1975            | Bayern Monaco        | BL                   | 21         | 5          | CG              | 3               | 1               | CC                 | 4                  | 0                  | -           | -           | -           | 28     | 6      |
| 1975-1976            | Bayern Monaco        | BL                   | 32         | 8          | CG              | 7               | 2               | CC                 | 9                  | 3                  | SU          | 2           | 0           | 48     | 13     |
| 1976-1977            | Bayern Monaco        | BL                   | 31         | 12         | CG              | 5               | 2               | CC                 | 6                  | 1                  | CInt+SU     | 2+2         | 0+0         | 42     | 15     |
| 1977-1978            | Bayern Monaco        | BL                   | 29         | 8          | CG              | 3               | 0               | CU                 | 6                  | 6                  | -           | -           | -           | 38     | 14     |
| 1978-1979            | Bayern Monaco        | BL                   | 34         | 14         | CG              | 2               | 0               | -                  | -                  | -                  | -           | -           | -           | 36     | 14     |
| 1979-1980            | Bayern Monaco        | BL                   | 34         | 26         | CG              | 3               | 5               | CU                 | 10                 | 5                  | -           | -           | -           | 47     | 36     |
| 1980-1981            | Bayern Monaco        | BL                   | 34         | 29         | CG              | 3               | 4               | CC                 | 8                  | 6                  | -           | -           | -           | 45     | 39     |
| 1981-1982            | Bayern Monaco        | BL                   | 32         | 14         | CG              | 7               | 7               | CC                 | 9                  | 6                  | -           | -           | -           | 48     | 27     |
| 1982-1983            | Bayern Monaco        | BL                   | 34         | 20         | CG              | 2               | 0               | CdC                | 6                  | 1                  | -           | -           | -           | 42     | 21     |
| 1983-1984            | Bayern Monaco        | BL                   | 29         | 26         | CG              | 7               | 4               | CU                 | 6                  | 2                  | -           | -           | -           | 42     | 32     |
| Totale Bayern Monaco | Totale Bayern Monaco | Totale Bayern Monaco | 310        | 162        |                 | 42              | 25              |                    | 64                 | 30                 |             | 6           | 0           | 422    | 217    |
| 1984-1985            | Inter                | A                    | 26         | 8          | CI              | 9               | 5               | CU                 | 9                  | 5                  | -           | -           | -           | 44     | 18     |
| 1985-1986            | Inter                | A                    | 24         | 13         | CI              | 6               | 2               | CU                 | 9                  | 3                  | TE          | 0           | 0           | 39     | 18     |
| 1986-1987            | Inter                | A                    | 14         | 3          | CI              | 5               | 2               | CU                 | 5                  | 1                  | -           | -           | -           | 24     | 6      |
| Totale Inter         | Totale Inter         | Totale Inter         | 64         | 24         |                 | 20              | 9               |                    | 23                 | 9                  |             | -           | -           | 107    | 42     |
| 1987-1988            | Servette             | LNA                  | 28         | 10         | CS              | 0               | 0               | -                  | -                  | -                  | -           | -           | -           | 28     | 10     |
| 1988-1989            | Servette             | LNA                  | 32         | 24         | CS              | 0               | 0               | CU                 | 4                  | 0                  | -           | -           | -           | 36     | 24     |
| Totale Servette      | Totale Servette      | Totale Servette      | 60         | 34         |                 | 0               | 0               |                    | 4                  | 0                  |             | -           | -           | 64     | 34     |
| Totale carriera      | Totale carriera      | Totale carriera      | 434        | 220        |                 | 62              | 34              |                    | 91                 | 39                 |             | 6           | 0           | 593    | 293    |

### Cronologia presenze e reti in nazionale
| Cronologia completa delle presenze e delle reti in nazionale ― Germania Ovest | Cronologia completa delle presenze e delle reti in nazionale ― Germania Ovest | Cronologia completa delle presenze e delle reti in nazionale ― Germania Ovest | Cronologia completa delle presenze e delle reti in nazionale ― Germania Ovest | Cronologia completa delle presenze e delle reti in nazionale ― Germania Ovest | Cronologia completa delle presenze e delle reti in nazionale ― Germania Ovest | Cronologia completa delle presenze e delle reti in nazionale ― Germania Ovest | Cronologia completa delle presenze e delle reti in nazionale ― Germania Ovest |
| Data                                                                          | Città                                                                         | In casa                                                                       | Risultato                                                                     | Ospiti                                                                        | Competizione                                                                  | Reti                                                                          | Note                                                                          |
| ----------------------------------------------------------------------------- | ----------------------------------------------------------------------------- | ----------------------------------------------------------------------------- | ----------------------------------------------------------------------------- | ----------------------------------------------------------------------------- | ----------------------------------------------------------------------------- | ----------------------------------------------------------------------------- | ----------------------------------------------------------------------------- |
| 6-10-1976                                                                     | Cardiff                                                                       | Galles                                                                        | 0 – 2                                                                         | Germania Ovest                                                                | Amichevole                                                                    | -                                                                             |                                                                               |
| 17-11-1976                                                                    | Hannover                                                                      | Germania Ovest                                                                | 2 – 0                                                                         | Cecoslovacchia                                                                | Amichevole                                                                    | -                                                                             |                                                                               |
| 23-2-1977                                                                     | Parigi                                                                        | Francia                                                                       | 1 – 0                                                                         | Germania Ovest                                                                | Amichevole                                                                    | -                                                                             |                                                                               |
| 5-6-1977                                                                      | Buenos Aires                                                                  | Argentina                                                                     | 1 – 3                                                                         | Germania Ovest                                                                | Amichevole                                                                    | -                                                                             | 70’                                                                           |
| 8-6-1977                                                                      | Montevideo                                                                    | Uruguay                                                                       | 0 – 2                                                                         | Germania Ovest                                                                | Amichevole                                                                    | -                                                                             |                                                                               |
| 12-6-1977                                                                     | Rio de Janeiro                                                                | Brasile                                                                       | 1 – 1                                                                         | Germania Ovest                                                                | Amichevole                                                                    | -                                                                             |                                                                               |
| 7-9-1977                                                                      | Helsinki                                                                      | Finlandia                                                                     | 0 – 1                                                                         | Germania Ovest                                                                | Amichevole                                                                    | -                                                                             | 83’                                                                           |
| 8-10-1977                                                                     | Berlino                                                                       | Germania Ovest                                                                | 2 – 1                                                                         | Italia                                                                        | Amichevole                                                                    | 1                                                                             |                                                                               |
| 22-2-1978                                                                     | Monaco di Baviera                                                             | Germania Ovest                                                                | 2 – 1                                                                         | Inghilterra                                                                   | Amichevole                                                                    | -                                                                             |                                                                               |
| 8-3-1978                                                                      | Francoforte sul Meno                                                          | Germania Ovest                                                                | 1 – 0                                                                         | Unione Sovietica                                                              | Amichevole                                                                    | -                                                                             |                                                                               |
| 5-4-1978                                                                      | Amburgo                                                                       | Germania Ovest                                                                | 0 – 1                                                                         | Brasile                                                                       | Amichevole                                                                    | -                                                                             |                                                                               |
| 19-4-1978                                                                     | Solna                                                                         | Svezia                                                                        | 3 – 1                                                                         | Germania Ovest                                                                | Amichevole                                                                    | -                                                                             |                                                                               |
| 6-6-1978                                                                      | Córdoba                                                                       | Germania Ovest                                                                | 6 – 0                                                                         | Messico                                                                       | Mondiali 1978 - 1º turno                                                      | 2                                                                             |                                                                               |
| 10-6-1978                                                                     | Córdoba                                                                       | Germania Ovest                                                                | 0 – 0                                                                         | Tunisia                                                                       | Mondiali 1978 - 1º turno                                                      | -                                                                             |                                                                               |
| 14-6-1978                                                                     | Buenos Aires                                                                  | Germania Ovest                                                                | 0 – 0                                                                         | Italia                                                                        | Mondiali 1978 - 2º turno                                                      | -                                                                             |                                                                               |
| 18-6-1978                                                                     | Córdoba                                                                       | Germania Ovest                                                                | 2 – 2                                                                         | Paesi Bassi                                                                   | Mondiali 1978 - 2º turno                                                      | -                                                                             |                                                                               |
| 21-6-1978                                                                     | Córdoba                                                                       | Austria                                                                       | 3 – 2                                                                         | Germania Ovest                                                                | Mondiali 1978 - 2º turno                                                      | 1                                                                             |                                                                               |
| 11-10-1978                                                                    | Praga                                                                         | Cecoslovacchia                                                                | 3 – 4                                                                         | Germania Ovest                                                                | Amichevole                                                                    | -                                                                             |                                                                               |
| 15-11-1978                                                                    | Francoforte sul Meno                                                          | Germania Ovest                                                                | 0 – 0                                                                         | Ungheria                                                                      | Amichevole                                                                    | -                                                                             |                                                                               |
| 20-12-1978                                                                    | Düsseldorf                                                                    | Germania Ovest                                                                | 3 – 1                                                                         | Paesi Bassi                                                                   | Amichevole                                                                    | 1                                                                             |                                                                               |
| 25-2-1979                                                                     | Gezira                                                                        | Malta                                                                         | 0 – 0                                                                         | Germania Ovest                                                                | Qual. Euro 1980                                                               | -                                                                             | 68’                                                                           |
| 1-4-1979                                                                      | Smirne                                                                        | Turchia                                                                       | 0 – 0                                                                         | Germania Ovest                                                                | Qual. Euro 1980                                                               | -                                                                             | 69’                                                                           |
| 2-5-1979                                                                      | Wrexham                                                                       | Galles                                                                        | 0 – 2                                                                         | Germania Ovest                                                                | Qual. Euro 1980                                                               | -                                                                             |                                                                               |
| 22-5-1979                                                                     | Dublino                                                                       | Irlanda                                                                       | 1 – 3                                                                         | Germania Ovest                                                                | Amichevole                                                                    | 1                                                                             | 70’                                                                           |
| 12-9-1979                                                                     | Berlino                                                                       | Germania Ovest                                                                | 2 – 1                                                                         | Argentina                                                                     | Amichevole                                                                    | 1                                                                             |                                                                               |
| 17-10-1979                                                                    | Colonia                                                                       | Germania Ovest                                                                | 5 – 1                                                                         | Galles                                                                        | Qual. Euro 1980                                                               | 1                                                                             | 75’                                                                           |
| 21-11-1979                                                                    | Tbilisi                                                                       | Unione Sovietica                                                              | 1 – 3                                                                         | Germania Ovest                                                                | Amichevole                                                                    | 2                                                                             |                                                                               |
| 22-12-1979                                                                    | Gelsenkirchen                                                                 | Germania Ovest                                                                | 2 – 0                                                                         | Turchia                                                                       | Qual. Euro 1980                                                               | -                                                                             |                                                                               |
| 27-2-1980                                                                     | Brema                                                                         | Germania Ovest                                                                | 8 – 0                                                                         | Malta                                                                         | Qual. Euro 1980                                                               | 1                                                                             |                                                                               |
| 2-4-1980                                                                      | Monaco di Baviera                                                             | Germania Ovest                                                                | 1 – 0                                                                         | Austria                                                                       | Amichevole                                                                    | -                                                                             |                                                                               |
| 13-5-1980                                                                     | Francoforte sul Meno                                                          | Germania Ovest                                                                | 3 – 1                                                                         | Polonia                                                                       | Amichevole                                                                    | 1                                                                             |                                                                               |
| 11-6-1980                                                                     | Roma                                                                          | Cecoslovacchia                                                                | 0 – 1                                                                         | Germania Ovest                                                                | Euro 1980 - 1º turno                                                          | 1                                                                             |                                                                               |
| 14-6-1980                                                                     | Napoli                                                                        | Germania Ovest                                                                | 3 – 2                                                                         | Paesi Bassi                                                                   | Euro 1980 - 1º turno                                                          | -                                                                             |                                                                               |
| 17-6-1980                                                                     | Torino                                                                        | Grecia                                                                        | 0 – 0                                                                         | Germania Ovest                                                                | Euro 1980 - 1º turno                                                          | -                                                                             | 66’                                                                           |
| 22-6-1980                                                                     | Roma                                                                          | Germania Ovest                                                                | 2 – 1                                                                         | Belgio                                                                        | Euro 1980 - Finale                                                            | -                                                                             | [ 33 ]                                                                        |
| 10-9-1980                                                                     | Basilea                                                                       | Svizzera                                                                      | 2 – 3                                                                         | Germania Ovest                                                                | Amichevole                                                                    | -                                                                             |                                                                               |
| 11-10-1980                                                                    | Eindhoven                                                                     | Paesi Bassi                                                                   | 1 – 1                                                                         | Germania Ovest                                                                | Amichevole                                                                    | -                                                                             |                                                                               |
| 3-12-1980                                                                     | Sofia                                                                         | Bulgaria                                                                      | 1 – 3                                                                         | Germania Ovest                                                                | Qual. Mondiali 1982                                                           | 1                                                                             |                                                                               |
| 1-1-1981                                                                      | Montevideo                                                                    | Argentina                                                                     | 2 – 1                                                                         | Germania Ovest                                                                | Amichevole                                                                    | -                                                                             |                                                                               |
| 7-1-1981                                                                      | Montevideo                                                                    | Brasile                                                                       | 4 – 1                                                                         | Germania Ovest                                                                | Amichevole                                                                    | -                                                                             |                                                                               |
| 1-4-1981                                                                      | Tirana                                                                        | Albania                                                                       | 0 – 2                                                                         | Germania Ovest                                                                | Qual. Mondiali 1982                                                           | -                                                                             |                                                                               |
| 29-4-1981                                                                     | Amburgo                                                                       | Germania Ovest                                                                | 2 – 0                                                                         | Austria                                                                       | Qual. Mondiali 1982                                                           | -                                                                             | cap.                                                                          |
| 19-5-1981                                                                     | Stoccarda                                                                     | Germania Ovest                                                                | 1 – 2                                                                         | Brasile                                                                       | Amichevole                                                                    | -                                                                             | cap.                                                                          |
| 24-5-1981                                                                     | Lahti                                                                         | Finlandia                                                                     | 0 – 4                                                                         | Germania Ovest                                                                | Qual. Mondiali 1982                                                           | -                                                                             | cap.                                                                          |
| 2-9-1981                                                                      | Chorzów                                                                       | Polonia                                                                       | 0 – 2                                                                         | Germania Ovest                                                                | Amichevole                                                                    | 1                                                                             | cap.                                                                          |
| 23-9-1981                                                                     | Bochum                                                                        | Germania Ovest                                                                | 7 – 1                                                                         | Finlandia                                                                     | Qual. Mondiali 1982                                                           | 3                                                                             | cap.                                                                          |
| 14-10-1981                                                                    | Vienna                                                                        | Austria                                                                       | 1 – 3                                                                         | Germania Ovest                                                                | Qual. Mondiali 1982                                                           | -                                                                             | cap.                                                                          |
| 18-11-1981                                                                    | Dortmund                                                                      | Germania Ovest                                                                | 8 – 0                                                                         | Albania                                                                       | Qual. Mondiali 1982                                                           | 3                                                                             | cap. 51’                                                                      |
| 22-11-1981                                                                    | Düsseldorf                                                                    | Germania Ovest                                                                | 4 – 0                                                                         | Bulgaria                                                                      | Qual. Mondiali 1982                                                           | 2                                                                             | cap.                                                                          |
| 17-2-1982                                                                     | Hannover                                                                      | Germania Ovest                                                                | 3 – 1                                                                         | Portogallo                                                                    | Amichevole                                                                    | -                                                                             | cap.                                                                          |
| 14-4-1982                                                                     | Colonia                                                                       | Germania Ovest                                                                | 2 – 1                                                                         | Cecoslovacchia                                                                | Amichevole                                                                    | -                                                                             | cap.                                                                          |
| 12-5-1982                                                                     | Oslo                                                                          | Norvegia                                                                      | 2 – 4                                                                         | Germania Ovest                                                                | Amichevole                                                                    | 2                                                                             | cap.                                                                          |
| 16-6-1982                                                                     | Gijón                                                                         | Germania Ovest                                                                | 1 – 2                                                                         | Algeria                                                                       | Mondiali 1982 - 1º turno                                                      | 1                                                                             | cap.                                                                          |
| 20-6-1982                                                                     | Gijón                                                                         | Germania Ovest                                                                | 4 – 1                                                                         | Cile                                                                          | Mondiali 1982 - 1º turno                                                      | 3                                                                             | cap.                                                                          |
| 25-6-1982                                                                     | Gijón                                                                         | Germania Ovest                                                                | 1 – 0                                                                         | Austria                                                                       | Mondiali 1982 - 1º turno                                                      | -                                                                             | cap. 66’                                                                      |
| 29-6-1982                                                                     | Madrid                                                                        | Germania Ovest                                                                | 0 – 0                                                                         | Inghilterra                                                                   | Mondiali 1982 - 2º turno                                                      | -                                                                             | cap.                                                                          |
| 2-7-1982                                                                      | Madrid                                                                        | Spagna                                                                        | 1 – 2                                                                         | Germania Ovest                                                                | Mondiali 1982 - 2º turno                                                      | -                                                                             | cap. 46’                                                                      |
| 8-7-1982                                                                      | Siviglia                                                                      | Germania Ovest                                                                | 3 – 3 dts (5 - 4 dtr)                                                         | Francia                                                                       | Mondiali 1982 - Semifinale                                                    | 1                                                                             | 97’                                                                           |
| 11-7-1982                                                                     | Madrid                                                                        | Italia                                                                        | 3 – 1                                                                         | Germania Ovest                                                                | Mondiali 1982 - Finale                                                        | -                                                                             | cap. 70’                                                                      |
| 22-9-1982                                                                     | Monaco di Baviera                                                             | Germania Ovest                                                                | 0 – 0                                                                         | Belgio                                                                        | Amichevole                                                                    | -                                                                             | cap.                                                                          |
| 13-10-1982                                                                    | Londra                                                                        | Inghilterra                                                                   | 1 – 2                                                                         | Germania Ovest                                                                | Amichevole                                                                    | 2                                                                             | cap.                                                                          |
| 17-11-1982                                                                    | Belfast                                                                       | Irlanda del Nord                                                              | 1 – 0                                                                         | Germania Ovest                                                                | Qual. Euro 1984                                                               | -                                                                             | cap.                                                                          |
| 23-2-1983                                                                     | Lisbona                                                                       | Portogallo                                                                    | 1 – 0                                                                         | Germania Ovest                                                                | Amichevole                                                                    | -                                                                             | cap.                                                                          |
| 30-3-1983                                                                     | Tirana                                                                        | Albania                                                                       | 1 – 2                                                                         | Germania Ovest                                                                | Qual. Euro 1984                                                               | 1                                                                             | cap.                                                                          |
| 23-4-1983                                                                     | Smirne                                                                        | Turchia                                                                       | 0 – 3                                                                         | Germania Ovest                                                                | Qual. Euro 1984                                                               | 2                                                                             | cap.                                                                          |
| 27-4-1983                                                                     | Vienna                                                                        | Austria                                                                       | 0 – 0                                                                         | Germania Ovest                                                                | Qual. Euro 1984                                                               | -                                                                             | cap.                                                                          |
| 7-6-1983                                                                      | Lussemburgo                                                                   | Jugoslavia                                                                    | 2 – 4                                                                         | Germania Ovest                                                                | Amichevole                                                                    | 1                                                                             | cap.                                                                          |
| 5-10-1983                                                                     | Gelsenkirchen                                                                 | Germania Ovest                                                                | 3 – 0                                                                         | Austria                                                                       | Qual. Euro 1984                                                               | 1                                                                             | cap.                                                                          |
| 26-10-1983                                                                    | Berlino                                                                       | Germania Ovest                                                                | 5 – 1                                                                         | Turchia                                                                       | Qual. Euro 1984                                                               | 2                                                                             | cap.                                                                          |
| 16-11-1983                                                                    | Amburgo                                                                       | Germania Ovest                                                                | 0 – 1                                                                         | Irlanda del Nord                                                              | Qual. Euro 1984                                                               | -                                                                             | cap.                                                                          |
| 20-11-1983                                                                    | Saarbrücken                                                                   | Germania Ovest                                                                | 2 – 1                                                                         | Albania                                                                       | Qual. Euro 1984                                                               | 1                                                                             | cap.                                                                          |
| 15-2-1984                                                                     | Varna                                                                         | Bulgaria                                                                      | 2 – 2                                                                         | Germania Ovest                                                                | Amichevole                                                                    | -                                                                             | cap.                                                                          |
| 29-2-1984                                                                     | Bruxelles                                                                     | Belgio                                                                        | 0 – 1                                                                         | Germania Ovest                                                                | Amichevole                                                                    | -                                                                             | cap.                                                                          |
| 18-4-1984                                                                     | Strasburgo                                                                    | Francia                                                                       | 1 – 0                                                                         | Germania Ovest                                                                | Amichevole                                                                    | -                                                                             | cap.                                                                          |
| 22-5-1984                                                                     | Zurigo                                                                        | Germania Ovest                                                                | 1 – 0                                                                         | Italia                                                                        | Amichevole                                                                    | -                                                                             | cap.                                                                          |
| 14-6-1984                                                                     | Strasburgo                                                                    | Portogallo                                                                    | 0 – 0                                                                         | Germania Ovest                                                                | Euro 1984 - 1º turno                                                          | -                                                                             | cap.                                                                          |
| 17-6-1984                                                                     | Lens                                                                          | Germania Ovest                                                                | 2 – 1                                                                         | Romania                                                                       | Euro 1984 - 1º turno                                                          | -                                                                             | cap.                                                                          |
| 20-6-1984                                                                     | Parigi                                                                        | Spagna                                                                        | 1 – 0                                                                         | Germania Ovest                                                                | Euro 1984 - 1º turno                                                          | -                                                                             | cap.                                                                          |
| 17-10-1984                                                                    | Colonia                                                                       | Germania Ovest                                                                | 2 – 0                                                                         | Svezia                                                                        | Qual. Mondiali 1986                                                           | 1                                                                             | cap.                                                                          |
| 16-12-1984                                                                    | Ta' Qali                                                                      | Malta                                                                         | 2 – 3                                                                         | Germania Ovest                                                                | Qual. Mondiali 1986                                                           | -                                                                             | cap.                                                                          |
| 29-1-1985                                                                     | Amburgo                                                                       | Germania Ovest                                                                | 0 – 1                                                                         | Ungheria                                                                      | Amichevole                                                                    | -                                                                             | cap.                                                                          |
| 27-3-1985                                                                     | Saarbrücken                                                                   | Germania Ovest                                                                | 6 – 0                                                                         | Malta                                                                         | Qual. Mondiali 1986                                                           | 2                                                                             | cap.                                                                          |
| 17-4-1985                                                                     | Augusta                                                                       | Germania Ovest                                                                | 4 – 1                                                                         | Bulgaria                                                                      | Amichevole                                                                    | -                                                                             | cap. 46’                                                                      |
| 25-9-1985                                                                     | Solna                                                                         | Svezia                                                                        | 2 – 2                                                                         | Germania Ovest                                                                | Qual. Mondiali 1986                                                           | -                                                                             | cap.                                                                          |
| 16-10-1985                                                                    | Stoccarda                                                                     | Germania Ovest                                                                | 0 – 1                                                                         | Portogallo                                                                    | Qual. Mondiali 1986                                                           | -                                                                             | cap.                                                                          |
| 17-11-1985                                                                    | Monaco di Baviera                                                             | Germania Ovest                                                                | 2 – 2                                                                         | Cecoslovacchia                                                                | Qual. Mondiali 1986                                                           | 1                                                                             | cap.                                                                          |
| 5-2-1986                                                                      | Avellino                                                                      | Italia                                                                        | 1 – 2                                                                         | Germania Ovest                                                                | Amichevole                                                                    | -                                                                             | cap.                                                                          |
| 12-3-1986                                                                     | Francoforte sul Meno                                                          | Germania Ovest                                                                | 2 – 0                                                                         | Brasile                                                                       | Amichevole                                                                    | -                                                                             | cap. 46’                                                                      |
| 4-6-1986                                                                      | Santiago de Querétaro                                                         | Uruguay                                                                       | 1 – 1                                                                         | Germania Ovest                                                                | Mondiali 1986 - 1º turno                                                      | -                                                                             | 70’                                                                           |
| 8-6-1986                                                                      | Santiago de Querétaro                                                         | Germania Ovest                                                                | 2 – 1                                                                         | Scozia                                                                        | Mondiali 1986 - 1º turno                                                      | -                                                                             | 75’                                                                           |
| 13-6-1986                                                                     | Santiago de Querétaro                                                         | Danimarca                                                                     | 2 – 0                                                                         | Germania Ovest                                                                | Mondiali 1986 - 1º turno                                                      | -                                                                             | 71’                                                                           |
| 17-6-1986                                                                     | San Nicolás                                                                   | Marocco                                                                       | 0 – 1                                                                         | Germania Ovest                                                                | Mondiali 1986 - Ottavi di finale                                              | -                                                                             | cap.                                                                          |
| 21-6-1986                                                                     | San Nicolás                                                                   | Germania Ovest                                                                | 0 – 0 dts (4 - 1 dtr)                                                         | Messico                                                                       | Mondiali 1986 - Quarti di finale                                              | -                                                                             | 58’                                                                           |
| 25-6-1986                                                                     | Guadalajara                                                                   | Francia                                                                       | 0 – 2                                                                         | Germania Ovest                                                                | Mondiali 1986 - Semifinale                                                    | -                                                                             | cap. 57’                                                                      |
| 29-6-1986                                                                     | Città del Messico                                                             | Argentina                                                                     | 3 – 2                                                                         | Germania Ovest                                                                | Mondiali 1986 - Finale                                                        | 1                                                                             | cap.                                                                          |
| Totale                                                                        |                                                                               | Presenze                                                                      | 95                                                                            |                                                                               | Reti (6º posto)                                                               | 45                                                                            |                                                                               |

## Palmarès

### Club

#### Competizioni nazionali
- Campionato tedesco: 2

Bayern Monaco: 1979-1980, 1980-1981
- Coppa di Germania: 2

Bayern Monaco: 1981-1982, 1983-1984

#### Competizioni internazionali
- Coppa dei Campioni: 2

Bayern Monaco: 1974-1975, 1975-1976
- Coppa Intercontinentale: 1

Bayern Monaco: 1976

### Nazionale
- Campionato d'Europa: 1

Italia 1980

### Individuale
- Capocannoniere della Bundesliga: 3

1979-1980 (26 gol), 1980-1981 (29 gol), 1983-1984 (26 gol)
- Calciatore tedesco-occidentale dell'anno: 1

1980
- Pallone d'oro: 2

1980, 1981
- Onze d'or: 2

1980, 1981
- Capocannoniere della Coppa dei Campioni: 1

1980-1981 (6 gol)
- Capocannoniere del Campionato svizzero: 1

1988-1989 (18 gol)
- Miglior calciatore dell'anno secondo la rivista italiana "Guerin Sportivo": 1

1980
- Europei Top 11: 1

Italia 1980
- All-Star Team del campionato mondiale di calcio: 1[35]

Spagna 1982
- Pallone di bronzo del campionato mondiale: 1

Spagna 1982
- Candidato al Dream Team del Pallone d'oro (2020)
- Inserito nella Hall of Fame del calcio italiano nella categoria Giocatore straniero

2021
- Globe Soccer Awards: 1

Premio alla carriera speciale: 2024